# 第7実験室予告版〜マグロ〜
「第7実験室予告版〜マグロ〜」（だいななじっけんしつよこくばん マグロ）はcali≠gariのメジャー1枚目のシングル。2002年4月4日発売。

## 概説
メジャー1stシングル。1万枚限定販売。マイクロジャケット同封。この曲でMの黙示録に出演した。
二通りのPVが収録されたDVD付き。

## 曲目
1. ドラマ「マグロ」
（出演:桜井青江、YA-SU、オナン・スペルマーメイド）
2. マグロ
（作詞・作曲:桜井青）
収録時間は4:44である。
キャッチコピーは「ストップ!ザ・五月病!キャンペーン応援ソング」。
歌詞カードには無いセリフは後に『カリガリの世界』で初めて公的な歌詞として明かされた。
カリガリの曲の中で唯一2つのPVが存在する曲である。
アルバム『第7実験室』『グッド、バイ。』『カリ≠ガリの世界』に収録。
3. かじか
（詞・作曲:石井秀仁）
アルバム『カリ≠ガリの世界』に収録。
4. 鮪
5. カリ≠ガリのコマーシャル「第7実験室」

## DVD
1. マグロ 〜明和電機版〜
2. マグロ 〜18禁裏ビデオ薄消し版〜
3. カリガリのコマーシャル「ハロー、メジャーぁ？」 〜不完全修正版〜
4. ドキュメント「マグロできるかな？」

## メンバー
- 石井秀仁（ボーカル）
- 桜井青（ギター、ボーカル）
- 村井研次郎（ベース、コーラス）
- 武井誠（ドラム、コーラス）